# Slaget vid Forsby
Slaget vid Forsby var ett slag under finska kriget 1808–1809. Slaget stod mellan svenska och ryska  styrkor den 24 februari 1808 vid Forsby.

## Bakgrund
Den 21 februari hade ryska trupper gått in i Finland  och den 22 februari ställt upp mellan Lappträsk och Lovisa utan att möta något större motstånd. Därefter skulle den 17:e divisionens 1:a kolonn marschera till Kuuskoski medan dess 2:a kolonn skulle marschera mot Forsby. Vid Forsby stod en avdelning ifrån Nylands infanteriregemente under befäl av översten Hans Henrik Gripenberg i en stark ställning på den västra sidan om ån.

## Slaget
Då den ryska kolonnens befälhavare, generalmajoren Pavel Aleksejevitj Tutjkov, anlände med sina trupper och såg den starka svenska ställningen bestämde han sig för att låta en mindre avdelning under befäl av generalmajoren Vasilij Orlov-Denisov anfalla framifrån medan en större avdelning under befäl av generalmajoren Nikolaj Michailovitj Borosdin utförde en omfattande rörelse över den förfrusna Pernoviken för att kringgå den svenska ställningen. Överste Gripenberg behövde då utrymma sin ställning och falla tillbaka till Borgå där resterande del av regementet befann sig efter vilket översten Georg Carl von Döbeln, som nu förde befäl över hela regementet, fortsatte reträtten till Mäntsälä.